# Saint-Paulet
Saint-Paulet é uma comuna francesa na região administrativa de Occitânia, no departamento de Aude. Estende-se por uma área de 7,42 km². Em 2010 a comuna tinha 204 habitantes (densidade: 27,5 hab./km²).